# 30 Giorni
 30 Giorni  è una rivista mensile di geopolitica ecclesiastica, fondata nel 1981 da un gruppo di giornalisti cattolici guidati da Alver Metalli, che del periodico fu anche direttore responsabile nei primi anni.
Largamente diffusa all'interno della Curia romana, assunse un respiro internazionale sotto la direzione di Giulio Andreotti, che ne divenne direttore nel 1993. La rivista cessò le pubblicazioni nel 2012, anno della morte del sacerdote don Giacomo Tantardini che ne fu per anni anima e ispiratore. 
I suoi contenuti riflettevano la reale diplomazia dello Stato Vaticano.
Era pubblicata in sei lingue (italiano, inglese, francese, tedesco, spagnolo e portoghese, con edizioni speciali in russo e cinese) e distribuita nelle diocesi e nelle missioni religiose di tutto il mondo.